# إيشي غولان
إيشي غولان (بالعبرية: ישי גולן‏) (22 نوفمبر 1973) هو ممثل إسرائيلي. يقدم برنامج أكلات الشارع حول العالم منذ سنة 2012 بقناة ناشونال جيوغرافيك.
غولان يقيم بتل أبيب مع زوجته وابنتيه، ساند حزب الدعم العمالي في الانتخابات التشريعية الإسرائيلية 2013.

## روابط إضافية
- إيشي غولان على موقع IMDb (الإنجليزية)
- إيشي غولان على موقع ألو سيني (الفرنسية)
- إيشي غولان على موقع أول موفي (الإنجليزية)
- إيشي غولان على موقع قاعدة بيانات الأفلام السويدية (السويدية)
- إيشي غولان على موقع قاعدة بيانات الفيلم (الإنجليزية)
- إيشي غولان على موقع كينوبويسك (الروسية)
- profile on 'edb.co.il' (بالعبرية)